# Hoya chloroleuca
Hoya chloroleuca ist eine Pflanzenart der Gattung der Wachsblumen (Hoya) aus der Unterfamilie der Seidenpflanzengewächse (Asclepiadoideae).

## Merkmale
Hoya chloroleuca ist ein epiphytischer, wenig verzweigter, spärlich beblätterter Halbstrauch. Die fadenförmigen Triebe sind biegsam und hängen meist lose herunter, nur selten ein wenig windend. Die Triebe sind im Querschnitt rund und kahl. Die gegenständigen, ausgebreiteten Blätter sind gestielt, die Blattstiele sind 0,5 bis 1 cm lang. Sie sind kahl und auf der Oberseite rinnig eingetieft. Die dünnen Blattspreiten sind lanzettlich oder elliptisch-lanzettlich, 6 bis 8 cm lang und mittig 2 bis 2,3 cm breit. Der Apex ist spitz oder annähernd spitz, die Basis ist **. Ober- und Oberseiten sind kahl.
Der doldenförmige Blütenstand enthält etwa 10 Einzelblüten. Der Blütenstandsstiel ist bis 7 cm lang und kahl. Die Blütenstiele sind fadenförmig, 7 bis 10 mm lang und ebenfalls kahl. Die Kelchblätter sind eiförmig-lanzettlich und enden stumpf. Sie sind außen kahl.
Die weiße Blütenkrone hat einen Durchmesser von 1,2 cm. Die Kelchblätter sind lanzettlich-eiförmig, stumpf zulaufend und kahl. Sie sind sehr klein, meist um 1 mm lang. Die Kronblätter sind im unteren Drittel verwachsen. Sie sind länglich und enden spitz. Sie sind außen kahl, innen dicht und sehr fein flaumig-papillös. Die grünliche Nebenkrone ist fast horizontal ausgebreitet. Innerer und äußere Fortsatz steigen kaum auf. Die Nebenkronenzipfel messen vom inneren zum äußeren Ende etwa 1,75 mm. Sie sind länglich-eiförmig, der Apex kurz dreieckig mit stumpfen Ende. Die Seiten sind gerundet. Die Staubbeutel sind etwas kürzer. Die Pollinia sind schief-eiförmig mit breitem, hyalinem äußeren Rand. Die Caudiculae sind sehr kurz. Das Corpusculum ist sehr klein und rhombisch; die Caudiculae setzen an der breitesten Stelle des Corpusculums an. Früchte und Samen sind nicht bekannt.

## Ähnliche Art
Hoya chloroleuca hat Ähnlichkeit mit Hoya gracilipes Schlechter. Die Kronblattzipfel sind nur wenig umgeschlagen, die Apices laufen spitz zu. Die Nebenkronenzipfel sind kürzer und in Seitenansicht relativ höher. Im Pollinarium sind die Caudiculae länger.

## Geographische Verbreitung und Habitat
Das Verbreitungsgebiet der Art ist das Torricelli-Gebirge im nordöstlichen Papua-Neuguinea. Schlechter fand sie dort auf ca. 800 m über Meereshöhe auf Bäumen, und blühend im September 1909.

## Taxonomie
Das Taxon wurde 1913 von Rudolf Schlechter beschrieben. Der Holotypus wird unter der Nummer Schlechter #20314 im Herbarium des Botanischen Garten Berlin aufbewahrt. Die Datenbank Plants of the World online akzeptiert das Taxon als gültige Art.